# New York Cosmos
I New York Cosmos, noti semplicemente come Cosmos, sono una società calcistica statunitense fondata nel 1970.
Attualmente sono in pausa dal campionato NISA, terza serie del campionato statunitense di calcio, in cui hanno militato nel 2020. La società tornerà a calcare i campi da gioco nella stagione 2026 disputando il campionato di USL League One.
Nel suo palmarès vanta cinque campionati NASL, la lega professionistica che, dal 1968 al 1984, organizzò il campionato di vertice nordamericano di calcio.
Tra i più titolati del primo grande periodo professionistico del calcio nordamericano, dal 2013 al 2017 il club ha militato nella nuova NASL, dopo aver ripreso le attività che erano cessate nel 1985.
Dal 2018 partecipa, con la formazione U23 al campionato NPSL, quarto livello calcistico americano, oltre (nel 2019) al neonato torneo professionistico della NPSL denominato NPSL Members Cup.
Nel 2009 un consorzio di imprenditori facenti capo al britannico Paul Kemsley ha rilevato il marchio dei New York Cosmos con l'obiettivo di rilanciare il club e iscriverlo alla MLS ma dal 2013 al 2017 la squadra ha fatto parte della rinnovata NASL, nata nel 2011 e operante come secondo livello del calcio nordamericano. Da allora ha vinto tre campionati NASL II.

## Storia

### I primi Cosmos e le stagioni in NASL
Il club fu fondato nel 1970 su iniziativa dei fratelli turco-statunitensi Ahmet Ertegün e Nesuhi Ertegün, proprietari dell'etichetta discografica Atlantic Records, all'epoca da poco entrata nell'orbita della WEA, e di Steve Ross, futuro amministratore delegato del colosso editoriale Warner Communications. I Cosmos si proposero quasi subito come una delle compagini d'eccellenza del calcio nordamericano, grazie anche alle ingenti somme messe a disposizione dalla casa madre.
Il 10 dicembre 1970 il club si iscrisse ufficialmente alla North American Soccer League e il 17 aprile 1971 esordì nel campionato nordamericano, battendo a St. Louis gli Stars per 2-1. L'esordio casalingo avvenne due settimane più tardi, il 5 maggio allo Yankee Stadium di New York: poco più di 3 700 spettatori videro i Cosmos battere per 1-0 i Washington Darts.

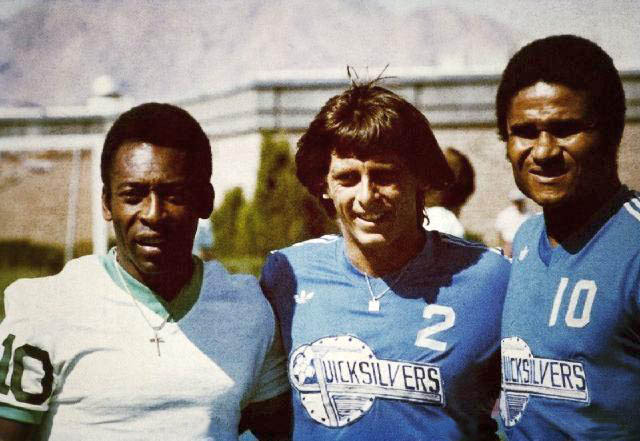
Pelé (a sinistra), ex stella del club negli anni 1970 e dal 2009 presidente onorario, qui nel 1977 con Joy ed Eusébio dei Las Vegas Quicksilvers.

Il primo titolo della NASL arrivò un anno più tardi, alla fine della stagione 1972: nel frattempo migrati allo stadio Hofstra di Long Island (New York), i Cosmos vinsero la propria conference e disputarono la finale contro i St. Louis Stars, vincendo 2-1.
Grazie anche alla capacità mediatica del club, esso divenne presto un richiamo per molti giocatori stranieri desiderosi di terminare la carriera in America con un contratto vantaggioso. La possibilità di giocare amichevoli con compagini europee e sudamericane, inoltre, affinò l'esperienza del club che, così, si impose ben presto come una delle potenze continentali.
Ma fu con l'arrivo di Pelé nel 1975 che il club fece il definitivo salto di categoria: il brasiliano fu la punta di diamante di una squadra che stava progressivamente ingaggiando calciatori di primissimo piano come il connazionale — e campione del mondo — Carlos Alberto, gli italiani Giorgio Chinaglia e Giuseppe Wilson, lo jugoslavo Vladislav Bogićević e il tedesco Franz Beckenbauer: i Cosmos vinsero il campionato nell'agosto 1977 in finale contro i Seattle Sounders, e il 1º ottobre celebrarono l'addio al calcio di Pelé battendo 2-1 a New York il Santos in un'amichevole di lusso che il campione brasiliano giocò con entrambe le maglie, una per tempo.
Fino al 1982, con l'arrivo di altri calciatori di grido come l'olandese Johan Neeskens e il belga Frans Van der Elst, i Cosmos vinsero altre tre finali della NASL, ma le vicissitudini societarie della controllante Warner influirono negativamente sul futuro del club: nel 1983, infatti, il gruppo di comunicazione americano fu fatto oggetto di un'OPA ostile da parte del magnate australiano Rupert Murdoch; nonostante il fallimento del tentativo, a seguito di ciò Warner iniziò a dismettere asset aziendali non strategici: tra di essi l'Atari (giochi per computer) e la Global Soccer, Inc., la sussidiaria che controllava i Cosmos.

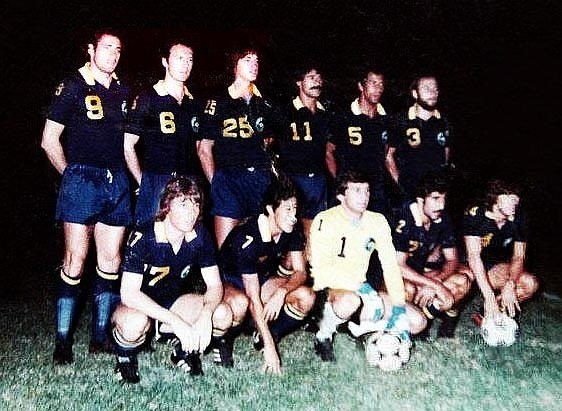
La squadra del 1980

Nel tentativo di salvare il club, una cordata guidata da Giorgio Chinaglia lo rilevò, ma mancavano i capitali per continuare a essere competitivi al livello che la permanenza nell'orbita Warner assicurava, e quindi iniziò la vendita dei giocatori migliori. L'ultima stagione della NASL, anch'essa sull'orlo della bancarotta per mancanza di incassi, terminò con i Cosmos fuori dalla zona play-off per la prima volta dopo otto anni. La NASL chiuse i battenti alla fine del 1984, i Cosmos poco meno di un anno dopo: la squadra disputò la sua ultima stagione, la 1984-85, nella Major Indoor Soccer League.

### La rinascita e l'ingresso nella nuova NASL
Nel 2009 una cordata di imprenditori facente capo a Paul Kemsley, ex vicepresidente del Tottenham, ha rilevato il marchio dei New York Cosmos con l'obiettivo di rilanciare il club e iscriverlo alla MLS entro il 2013. Nel progetto di rinascita Kemsley ha coinvolto l'ex stella brasiliana Pelé, nel ruolo di presidente onorario, Giorgio Chinaglia in quello di ambasciatore ed Éric Cantona nelle vesti di direttore tecnico. Come amministratore delegato e team manager invece, sono stati ingaggiati rispettivamente Rick Parry, che aveva già ricoperto il medesimo ruolo nel Liverpool e Terry Byrne, ex agente di David Beckham.
Nell'aprile del 2011 è stato reso noto l'ingresso in società dell'attore americano Robert De Niro e del brasiliano Carlos Alberto, campione del mondo 1970 ed ex giocatore del club..
Nel 2013 viene firmato un contratto con la Nike e viene iscritto al campionato North American Soccer League (NASL) per la stagione 2013. Il nuovo allenatore della squadra è il venezuelano Giovanni "Gio" Savarese. Il Cosmos, ritornato all'attività agonistica vince il campionato e arriva in finale nella Soccer Bowl 2013.
Nel 2014 raggiunge la semifinale del campionato mentre nel 2015 e nel 2016 vince il campionato.
Nel novembre 2016 la società, in gravi condizioni economiche, si è vista costretta a rilasciare tutti i suoi giocatori e lo staff tecnico, impossibilitata a garantire risorse finanziarie per il futuro, mentre i dipendenti vantano alcuni stipendi arretrati. L'11 gennaio del 2017 Rocco Commisso, uno degli imprenditori italoamericani più facoltosi del Paese, diventa il nuovo proprietario di maggioranza dei New York Cosmos, evitando così un fallimento che avrebbe portato ad un probabilissimo declassamento. Ma proprio nel 2018 il campionato della NASL, la seconda divisione del calcio nordamericano, viene cancellato. A quel punto Commisso iscrive la squadra (ufficialmente come squadra "B") alla National Premier Soccer League (NPSL), la quarta divisione. Nel 2019, secondo anno in NPSL, i Cosmos perdono in finale contro il Miami FC.
Per la stagione 2020 è stata ufficializzata l'iscrizione del New York Cosmos alla National Independent Soccer Association (NISA), la nuova terza divisione del campionato nordamericano.
Dall'anno successivo, causa difficoltà finanziarie, il club si è messo in pausa, non giocando più nel campionato.

### Nuova incarnazione nella USL
Il 10 luglio 2025 è stata ufficializzata che la nuova franchigia della USL League One avente sede a Paterson nel New Jersey avrebbe assunto la denominazione di New York Cosmos. Giuseppe Rossi è il vice-presidente del riformato club, mentre Rocco Commisso rimane in società come socio di minoranza.

## Colori e simbolo
Il nome della squadra fu scelto da Clive Toye, primo direttore generale del club che, anni dopo, ricoprì analogo incarico nella NASL. Questi si rifece al nome di una squadra di baseball, i New York Mets, il cui nome si riteneva — erroneamente — essere l'abbreviativo di Metropolitans; basandosi su questa supposizione Toye pensò di andare oltre e coniò il nome di Cosmopolitans e, infine, di Cosmos.
I colori scelti richiamavano il verde-oro delle maglie della nazionale brasiliana, parte della strategia che mirava a rendere appetibile a Pelé un contratto con il club.
Le tenute di gioco, originariamente tutte verdi a parte un colletto bianco sulle maglie, divennero a metà anni settanta completamente bianche. Il verde fu riservato agli incontri esterni in caso di utilizzo di una tenuta alternativa di gara.

## Stadi

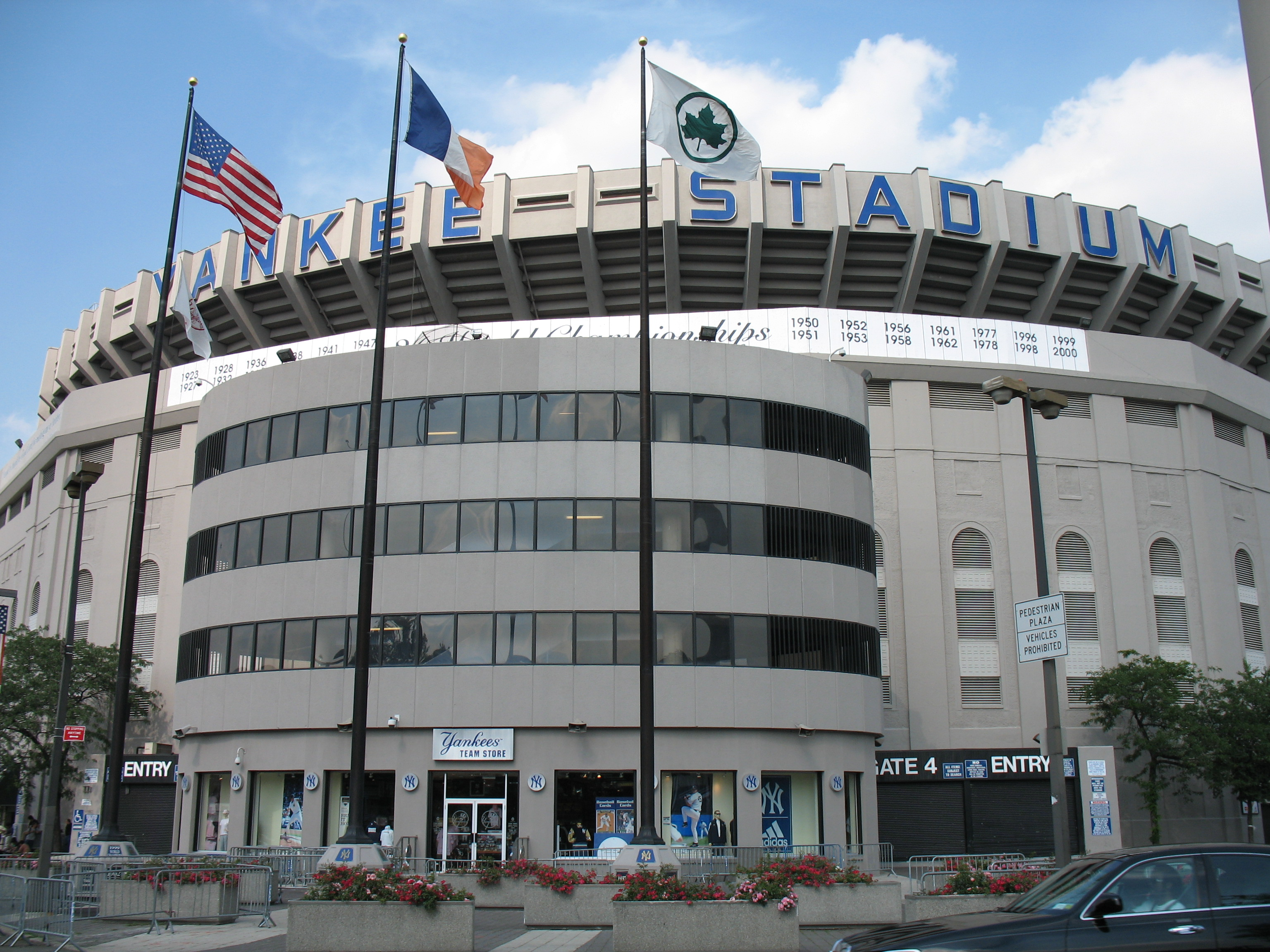
L’esterno dello stadio Yankee

I Cosmos cambiarono stadio diverse volte nel corso dei loro 14 campionati nella NASL, benché uno dei campi più famosi sul quale giocarono, lo Yankee Stadium, fu utilizzato solo per un paio di stagioni e neppure continuativamente. Esso fu il campo su cui i Cosmos debuttarono nella NASL, nel 1971. Costruito nel 1923, esso è lo stadio di casa della notissima squadra di baseball degli Yankees, probabilmente conosciuta anche a chi non è intenditore di tale sport, ed è spesso definito «lo stadio costruito da Ruth», in riferimento a Babe Ruth, storico giocatore di baseball i cui inizi di carriera coincisero con il trasferimento degli Yankees in tale impianto. Oltre a quella del 1971, i Cosmos vi giocarono anche la stagione 1976. La presenza in tale stadio coincise — tuttavia — con due stagioni incolori dal punto di vista sportivo, nonostante la squadra sia stata la più vittoriosa della NASL.
Nel 1972 e 1973 i Cosmos giocarono sul terreno dello Hofstra Stadium, impianto sportivo della Hofstra University di Long Island; l'Hofstra fu lo stadio che vide il primo successo della squadra, il titolo NASL del 1972. Costruito negli anni trenta quando l'istituto faceva ancora capo alla New York University, lo stadio ha una capienza di circa 20 000 posti.

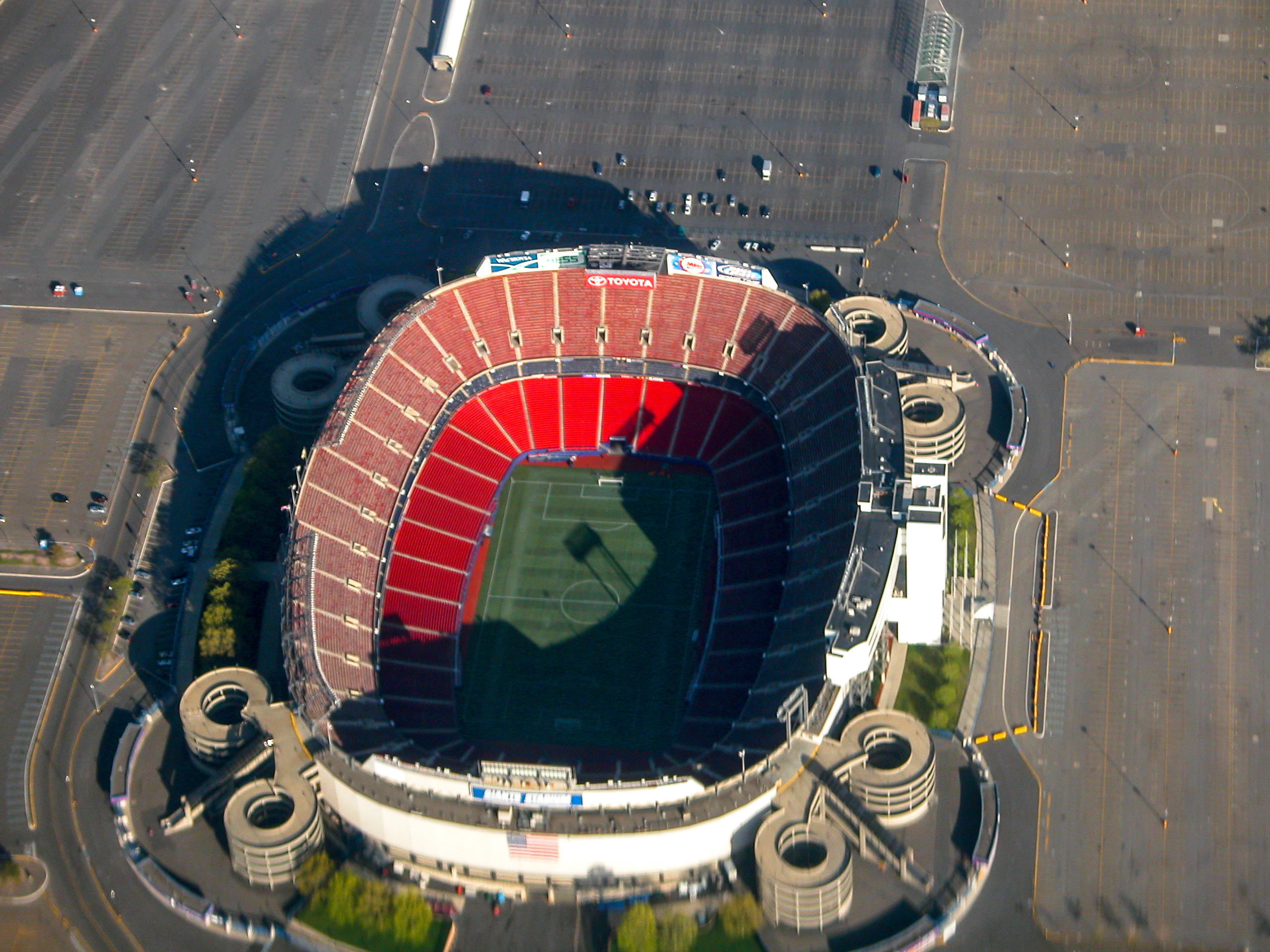
Vista aerea del Giants Stadium

Più o meno simile (22 000 posti) era la capienza del Downing Stadium, impianto che si trovava sulla Randall's Island, un'isoletta sull'East River tra Manhattan e Brooklyn. Costruito negli anni trenta come opera pubblica a seguito dei progetti sociali avviati nel corso del New Deal rooseveltiano, fu utilizzato anche come terreno da baseball e per concerti. Demolito nel 2002, sulla sua area sorge un nuovo impianto che è attualmente illuminato dagli stessi tralicci — preventivamente conservati — che avevano svolto analogo compito nell'impianto precedente.
La parte più significativa della storia dei Cosmos, dal 1977 al 1984, si svolse tra gli spalti del Giants Stadium, che vide la squadra vincere 4 titoli NASL nel 1977, 1978, 1980 e 1982. Inaugurato nel 1972, l'impianto, che si trova in realtà nel New Jersey, a East Rutherford, ospita le squadre di football americano dei Giants e dei Jets, e ha una capacità di 80 000 posti a sedere. Ha ospitato ancora incontri di calcio, in quanto è stato lo stadio di casa dei Red Bulls, squadra che milita nella Major League Soccer, fino al 2010, anno in cui è stata inaugurata la nuova Red Bull Arena.
Dal 2011, con il ritorno alla rifondata NASL la squadra torna allo James M. Shuart Stadium, a Hempstead nel Long Island, sede della Hofstra University.
Per la stagione 2017, la nuova proprietà sposta la squadra allo stadio MCU Park, situato a Coney Island, zona di Brooklyn con una capacità di 7.000 posti a sedere e la possibilità di espansione di ulteriori 2.500 in eventi speciali.
Dal 2020, con il ritorno all'attività della prima squadra, torna ad Hempstead.

### Media spettatori
| Stagione | Affluenza media |
| 1971     | 4 517           |
| 1972     | 4 282           |
| 1973     | 5 782           |
| 1974     | 3 578           |
| 1975     | 10 450          |
| 1976     | 18 227          |
| 1977     | 34 142          |
| 1978     | 47 856          |
| 1979     | 46 690          |
| 1980     | 42 754          |
| 1981     | 34 835          |
| 1981-82  | 8 690           |
| 1982     | 28 479          |
| 1983     | 27 242          |
| 1983-84  | -               |
| 1984     | 12 817          |
| -------- | --------------- |

| Stagione | Affluenza media |
| 1984-85  | -               |
| -------- | --------------- |

| Stagione | Affluenza media |
| 2013     | -               |
| 2014     | 4 915           |
| 2015     | 5 062           |
| 2016     | 3 637           |
| 2017     | 4.891           |
| -------- | --------------- |

## Allenatori
- Gordon Bradley (1971-76)
- Ken Furphy (1976)
- Gordon Bradley (1976-77)
- Eddie Firmani (1977-79)
- Ray Klivecka (1979)
- Julio Mazzei (1980)
- Hennes Weisweiler
 Yasin Özdenak (1980-81)
- Julio Mazzei (1982-83)
- Eddie Firmani (1984)

- Giovanni Savarese (2012-2017)
- Carlos Mendes (2018-2020)

## Palmarès

### Competizioni nazionali
- Campionato NASL: 5

1972, 1977, 1978, 1980, 1982
- Campionato NASL II: 3

2013, 2015, 2016
- Woosnam Cup: 1

2015, 2016

### Altri piazzamenti
- Campionato NASL:

Secondo posto: 1981
- Campionato NASL II:

Secondo posto: 2017
- Campionato NPSL:

Secondo posto: 2019